# Joe Riggs
Joe Riggs, właśc. Joseph Riggs (ur. 23 września 1982 w Sanford) – amerykański zawodnik mieszanych sztuk walki (MMA), mistrz World Extreme Cagefighting w wadze średniej z 2005. W swojej karierze związany m.in. z Strikeforce, Ultimate Fighting Championship czy Bellator MMA. Od 2017 walczył w M-1 Global.

## Kariera MMA
W MMA zadebiutował 26 września 2001 pokonując Ryana Roatha. Przez kolejne lata walczył na lokalnych galach, głównie Rage in the Cage, gdzie pokonywał m.in. Kendalla Grove'a, przegrywał zaś z Travisem Fultonem. 21 sierpnia 2004 zadebiutował w Ultimate Fighting Championship, pokonując Joe Doerksena. 19 maja 2005 został mistrzem World Extreme Cagefighting w wadze średniej, wygrywając z Robem Kimmonsem po ciosach w parterze. Następnie związał się na stałe z UFC tocząc w latach 2005-2006 siedem pojedynków (bilans 3-4), pokonując w tym czasie Chrisa Lytle'a, Nicka Diaza i Jasona Von Flue'a. Przegrywał natomiast m.in. z ówczesnym mistrzem wagi półśredniej Mattem Hughesem przez poddanie (początkowo pojedynek miał status mistrzowski lecz Riggs nie zrobił wymaganego limitu wagowego) czy Diego Sanchezem przez nokaut. Po porażce z Sanchezem został zwolniony z UFC, po czym związał się z konkurencyjnym Strikeforce na prawie trzy lata. W latach 2007–2010 w samym Strikeforce uzyskał bilans 4-3, notując zwycięstwo m.in. nad Philem Baronim oraz porażki z utytułowanymi zawodnikami: Kazuo Misakim i Jayem Hieronim.
W latach 2012–2013 zdobywał pas mistrzowski Rage in the Cage w wadze półciężkiej oraz wygrał reality show Fight Master: Bellator MMA (wyprodukowanym przez Spike TV). W 2014 ponownie związał się z UFC, lecz już w pierwszej walce od powrotu przegrał przez TKO z powodu kontuzji szyi. Do 2016 stoczył jeszcze trzy pojedynki – jeden wygrany z Ronem Stallingsem oraz dwa przegrane z Patrickiem Côté i Chrisem Camozzim. Po porażce z tym ostatnim został z organizacji zwolniony.
9 września 2017 pokonał Shoniego Cartera przez poddanie po ciosach w parterze.

## Osiągnięcia

### Mieszane sztuki walki[7][8]
- 2002: mistrz Rage in the Cage w wadze ciężkiej
- 2003: mistrz Art of War w wadze ciężkiej
- 2003-2004: mistrz Rage in the Cage w wadze średniej
- 2004: mistrz Xtreme Cage Fighter w wadze półciężkiej
- 2005-2006: mistrz World Extreme Cagefighting w wadze średniej
- 2010: tymczasowy mistrz Kanady King of the Cage w wadze średniej[9]
- 2012: mistrz Rage in the Cage w wadze półciężkiej[10]
- 2013: Fight Master: Bellator MMA – zwycięzca programu w wadze półśredniej
- 2017: mistrz Warrior Xtreme Cagefighting w wadze średniej
- 2017: mistrz ZP Fight Night w wadze półciężkiej[6]